# لوسی داویدوویتس
لوسی شیلدکرِت داویدوویتس (۱۶ ژوئن ۱۹۱۵ – ۵ دسامبر ۱۹۹۰) تاریخ‌نگار و مؤلف اهل ایالات متحده آمریکا بود. او چندین کتاب در زمینه تاریخ یهودیان و هولوکاست نوشت.
وی همچنین برندهٔ جوایزی همچون کمک‌هزینه گوگنهایم شده‌است.

## آثار و دیدگاه‌ها
لوسی داویدوویتس به ویژه بر روی تاریخ یهودیان، تاریخچه یهودستیزی، هولوکاست، و تاریخچه انتخابات در آمریکا پژوهش می‌کرد.
از جمله آثار مهم او کتاب «جنگ علیه یهودیان» (به انگلیسی: The War against the Jews) است که شامل تاریخچه ای از هولوکاست است که در ۱۹۷۵ چاپ و برنده جایزه انیسفیلد-ولف شد. از دیگر کتاب‌های مطرح او در این زمینه می‌توان به «مروری بر هولوکاست» A Holocaust Reader، و «هولوکاست و تاریخ‌دانان» The Holocaust and the Historians اشاره کرد.
داویدوویتس از جمله تاریخ‌دانانی بود که باور به این داشتند که هیتلر پروژهٔ نابودسازی یهودیان اروپایی را پیش از آغاز کردن جنگ جهانی دوم در سر داشت و نه پس از سال ۱۹۴۱. به گفتهٔ او، «اندیشهٔ کلی [هیتلر] دربارهٔ یهودیان از ۱۹۲۰ به بعد در ذهن او شکل گرفت.»
او همچنین از مسئله یکتایی هولوکاست دفاع می‌کرد:
 راه حل نهایی مرزهای تجربه تاریخی نوین را درنوردیده است. تا پیش از آن هرگز تاریخ معاصر به روی خود ندیده بود که مردمی بر ضد مردم دیگر نسل‌کشی‌ای به راه بیندازند که تاج بر سر ایدئولوژی‌ای باشد که در آن نتیجه نهایی در عمل با روش رسیدن به آن گره خورده بود. بی‌گمان در تاریخ می‌توان به کشتارها و نابودی‌های وحشتناکی توسط مردمی بر ضد مردم دیگر رسید، اما همگی این‌ها – هر چقدر هم که توجیه‌ناپذیر و وحشیانه بوده باشند – به منظور هدف‌های عملی ترتیب داده شده بودند. این‌ها تنها روش‌هایی برای رسیدن به هدفی غایی بودند و نه هدفی غایی در اصل خود.
با این گفته‌ها، داویدوویتس به انتقاد از دیگر تاریخ‌دانان عمل‌باوری چون ارنست نولته می‌پردازد که به قیاس هولوکاست با کشتارهایی چون جنایات جوزف استالین یا جنگ‌های صلیبی می‌پرداختند. او همچنین از منتقدان انکار هولوکاست بود.